# (8907) Takaji
(8907) Takaji (1995 WM5) – planetoida z pasa głównego asteroid okrążająca Słońce w ciągu 5,25 lat w średniej odległości 3,02 au. Odkryta 24 listopada 1995 roku.